# Pozornostní selekce
Pozornostní selekce (Attentional bias) označuje jev, kdy je rozhodování jedince ovlivněno myšlenkami, ke kterým se v danou chvíli upírá jeho pozornost. Tyto pozornostní předsudky mohou vysvětlovat fakt, že jednotlivec nevyhodnotí alternativní možnosti, neboť jeho myšlenkový proud má zcela konkrétní směr udávaný konkrétními myšlenkami. Pozornostní selekce je také spojována s klinicky rozeznatelnými symptomy, jako je deprese nebo úzkost.

## Při rozhodování
Při rozhodování má pozornostní selekce namířená pozitivním směrem pozitivní důsledky, jako zvýšená sociální angažovanost, zvýšené prosociální chování, utlumení externalizačních poruch a klidnější emoční chování. Naopak jednotlivci s klinicky relevantními příznaky, jakými jsou úzkost nebo chronická bolest, upřednostňují prvky ohrožení před prvky jednoznačně pozitivními.
V rámci jednoho z experimentů byly jeho účastníkům prezentovány obličeje s neutrálním, spokojeným a zlým výrazem. Obličeje byly vidět po dobu 500 a 1250 milisekund. Z výsledků vyplynulo, že lidé trpící úzkostí vykazovali pozornostní selekci ve prospěch obličeje zlého. Výsledkem je spirálový efekt. Jedinec uvidí jen negativní obličeje, to prohloubí jeho depresi a ta způsobí posílení pozornostní selekce.

## Na pozadí škodlivých návyků
Výzkum z posledních dvou desítek let potvrzuje, že se pozornostní selekce manifestuje i v rámci závislostí a to v podobě podnětů z návykových látek.
Výzkum (pomocí Stroopova modelu) testoval vliv směšování slov souvisejících s kouřením (cigareta, kouř) se slovy s negativními konotacemi (nemoc, bolest a vina), se slovy s pozitivními konotacemi (bezpečí, radost a naděje) a se slovy s konotací neutrální (nástroj, lopata, kladivo). Výsledky ukázaly silnou korelaci mezi pomalejším reakčním časem a mírou negativního jazyka používaného při debatě o kouření. Výsledky poukazují na pozornostní zkreslení ve smyslu vlivu negativního jazyka na individuální postoj jednotlivce ke kouření. Pakliže byl vyzván, aby přemýšlel o negativních důsledcích kouření, pracoval vnitřně víc se slovy s negativní konotací, kterým byl vystaven, a jako důsledek měl o poznání menší chuť na cigaretu než jedinec, který byl vystaven slovům s konotací pozitivní.

## Klinické využití
Lidé s klinickými příznaky jakými jsou deprese nebo úzkost se zpravidla nejprve zaměřují na negativní a ohrožující informace. Příčina tohoto vztahu je zatím ale nejasná.  Dvě studie zkoumaly příčiny pomocí experimentálního vyvolávání diferenciálních pozornostních reakcí na emoční stimuly a zaznamenaly vliv na následnou citovou zranitelnost. Výsledky potvrzují, že způsobení pozornostně selektivní reakce má na citovou zranitelnost vliv. Existuje tedy naděje, že by kognitivně-experimentální postupy navržené kolem těchto výsledků mohly v budoucnu mít terapeutické využití.